# Sigismondo Gonzaga
Sigismondo Gonzaga (Mântua, 1469 - Mântua, 3 de outubro de 1525) foi um cardeal do século XVII.

## Primeiros anos
Nasceu em Mântua em 1469. Terceiro dos seis filhos de Federico I "il Gobbo" Gonzaga, terceiro marquês de Mântua, e Margherita, duquesa da Baviera e Mônaco. patrício veneziano. Tio do Cardeal Ercole Gonzaga (1527). Tio-avô dos cardeais Francesco Gonzaga (1561) e Giovanni Vincenzo Gonzaga , OSIo.Hier. (1578). Outros cardeais da família foram Francesco Gonzaga (1461); Pirro Gonzaga (1527); Cipione Gonzaga (1587); Fernando Gonzaga (1607); e Vincenzo Gonzaga (1615).

## Juventude
Recebeu a tonsura eclesiástica em 1479. Distinguiu-se primeiro na carreira militar e depois na eclesiástica. Comandante das tropas de seu irmão, Francesco Gonzaga, duque de Mântua, enviado para ajudar o Sacro Imperador Romano Maximiliano I. Primicerio commendatario de S. Andrea, Mantova, renunciou em seu favor por seu tio Francesco Gonzaga. Apostólico protonotário.

## Cardinalato
Criado cardeal diácono no consistório de 1º de dezembro de 1505; publicado em 12 de dezembro de 1505; recebeu o chapéu vermelho em 17 de dezembro de 1505; e a diaconia de S. Maria Nuova, 16 de dezembro de 1506. Protetora da Ordem de Nossa Senhora do Carmo (Carmelitas).

## Episcopado
Administrador da Sé de Mântua, 10 de fevereiro de 1511; renunciou ao cargo em favor de seu sobrinho Ercole Gonzaga, em 10 de maio de 1521. Ganhou a estima dos cardeais cismáticos que tentaram, sem sucesso, fazê-lo ficar do lado deles; ele apoiou os direitos do Papa Júlio II contra os ataques do cismático Concílio de Pisa. Legado ao exército da Liga, 1512. Legado em Bolonha, 1512; substituiu o cardeal Giovanni de' Medici, nomeado em 1º de outubro de 1511 e feito prisioneiro pelos franceses na batalha de Ravenna em 1512; O cardeal Gonzaga entrou na cidade como legado em 13 de junho de 1512; quando o Cardeal de' Medici foi libertado naquele mesmo ano, ocupou o cargo de legado em Bolonha e o Cardeal Gonzaga retirou-se para Mântua. Participou do conclave de 1513, que elegeu o Papa Leão X. Investido de Salarolo pelo papa em 1514. Legado em Marca d'Ancona , 1521. Nomeado pelo Papa Leão X legado a latere em Mântua. Participou do conclave de 1521-1522 , que elegeu o Papa Adriano VI. Participou do conclave de 1523 , que elegeu o Papa Clemente VII. Administrador da Sé de Aversa, no início de 1524; renunciou ao cargo em 1º de julho de 1524. Era um bom amigo dos franciscanos.
Morreu em Mântua em 3 de outubro de 1525. Enterrado em 13 de outubro de 1525 na catedral de S. Pietro, Mântua (2) . O Papa Clemente VII enviou suas condolências em 13 de outubro de 1525. Seus restos mortais foram transferidos para a nova catedral de Mântua pelo Bispo Francesco Gonzaga.